# Lucy Quinn
Lucy Jane Quinn (* 29. September 1993 in Southampton, England) ist eine irisch-englische Fußballspielerin.

## Karriere

### Vereine
Bereits in ihrer Jugend spielte sie für Portsmouth und ging von hier auch in deren A-Mannschaft über. Hier war sie dann von 2010 bis Sommer 2016 aktiv, wonach sie dann zum WSL 2 Klub Yeovil Town wechselte. Nach einer Saison hier ging es für sie dann aber schon weiter zu Birmingham City, wo sie bis zum Ende der Saison 2018/19 aktiv war. Dort spielte sie nun für zwei Spielzeiten und schloss sich danach Tottenham Hotspur an. Zur Saison 2021/22 kehrte sie schließlich zu Birmingham City zurück und spielt dort auch noch bis heute.

### Nationalmannschaft
Bei den World University Games 2017 war sie Teil der britischen Auswahl und gewann hier die Auszeichnung des „Golden Boot“. Beim Women’s-Euro-Beachsoccer-Cup 2017 war sie Teil der englischen Mannschaft, agierte hier allerdings auf der Position der Torhüterin und gewann hier am Ende des Turniers auch die Auszeichnung als beste Torhüterin des Turniers.
Im September 2021 bekam sie den irischen Pass sowie die Erlaubnis der FIFA, ab nun für die irische Nationalmannschaft aufzulaufen, diesen Schritt machten ihre aus Sligo stammenden Großeltern möglich. Ihr erstes Spiel war ein 3:2-Sieg im Freundschaftsspiel gegen Australien am 21. September 2021. Hier erzielte sie per Freistoß in der 3. Minute das 1:0, wobei dieses durch den Abpraller an der australischen Torhüterin Mackenzie Arnold als Eigentor gewertet wurde.
Auch kurz darauf war sie dann in der Qualifikation für die Weltmeisterschaft 2023 aktiv und kam hier in jeder Partie bis auf das Rückspiel gegen die Slowakei zum Einsatz. Beim 11:0-Sieg über Georgien kam sie zudem zu ihrem nun auch offiziell erstem Länderspieltor. Durch den zweiten Platz in der Gruppe erreichte die Mannschaft dann ein Playoff-Spiel gegen Schottland, welches ihre Mannschaft auch gewann und damit sich erstmals für eine WM-Endrunde qualifizierte. In dieser Begegnung wurde sie jedoch nicht eingesetzt.
Am 9. Juni 2023 wurde bekannt gegeben, dass sie mit zum vorläufigen Kader für die Endrunde gehört. Am 28. Juni 2023 wurde sie für den finalen WM-Kader nominiert.